# Hubie Ginn
Hubie Ginn (Savannah, 4 de janeiro de 1947 – 21 de setembro de 2023) foi um jogador profissional de futebol americano estadunidense

## Carreira
Hubie Ginn foi campeão da temporada de 1976 da National Football League jogando pelo Oakland Raiders.